# Pettenreuth
Pettenreuth ist ein Ortsteil der Gemeinde Bernhardswald im Oberpfälzer Landkreis Regensburg in Bayern.

## Geografische Lage
Das Pfarrdorf Pettenreuth liegt in der Region Regensburg etwa zwei Kilometer südlich von Bernhardswald.

## Geschichte
Pettenreuth wird 1285 erstmals urkundlich erwähnt. Die gotische Kirche wurde 1738 (bezeichnet) von Georg Weigenthaller barockisiert. Im Zuge der Verwaltungsreformen in Bayern entstanden mit dem Gemeindeedikt von 1818 die heutigen Gemeinden, so auch Bernhardswald und Pettenreuth. Die Gemeinde Pettenreuth mit den Orten Apprant, Buchhof, Dinglstadt, Eberhof, Feldhof, Gerstenhof, Hacklsberg, Höslgrub, Lamlhof, Mauth, Parleithen, Vorderappendorf und Wolfersdorf wurde am 1. Januar 1972 nach Bernhardswald eingemeindet.

## Weblink
- Pettenreuth in der Ortsdatenbank der Bayerischen Landesbibliothek Online. Bayerische Staatsbibliothek